# Adolf 1. af Luxembourg
 "Adolf af Nassau" omdirigeres hertil. For Tysklands konge 1292–1298, se Adolf af Nassau (tysk konge).
Adolf 1. (tysk: Adolph; fransk: Adolphe; letzeburgsk: Adolphe) (24. juli 1817 – 17. november 1905) var den sidste hertug af Nassau fra 1839 til 1866 og den fjerde storhertug af Luxembourg fra 1890 til sin død i 1905.
Adolf var søn af hertug Vilhelm 1. af Nassau og blev hertug af Nassau, da hans far døde i 1839. Han støttede Østrig i den preussisk-østrigske krig i 1866, og efter Østrigs nederlag i krigen blev Nassau annekteret af Kongeriget Preussen, og Adolf mistede sin trone. Efter en årrække i eksil arvede Adolf i 1890 storhertugdømmet Luxembourg, da kong Vilhelm 3. af Nederlandene døde uden mandlige arvinger, og Adolf som nærmeste mandlige arveberettigede blev storhertug.

## Fødsel og familie
Adolf blev født 24. juli 1817 på Biebrich Slot i Wiesbaden som Arveprins Adolf Wilhelm Carl August Friedrich af Nassau. Han var søn af hertug Vilhelm 1. af Nassau (1792-1839) og dennes første gemalinde, prinsesse Louise af Sachsen-Hildburghausen. Adolfs halvsøster, Sophie af Nassau giftede sig i 1857 med prins Oscar af Sverige og Norge, den senere kong Oscar 2. af Sverige og Norge.

## Hertug af Nassau
Adolf blev hertug af Nassau som 22-årig, da hans far døde den 20. august 1839. Wiesbaden var på dette tidspunkt blevet hertugdømmets hovedstad, og Adolf fik residens i det nyopførte byslot i 1841. I de første år af sin regeringsperiode, hvor han mest interesserede sig for jagt og ridning, og ofte var på rejser i udlandet, udviklede han sig til en folkelig og populær hersker. Samtidig fik han ry for at være uimodtagelig for rådgivning fra sine ministre og udvise ringeagt for landstænderne.
Han var negativt indstillet mod de nye frihedsbevægelser men blev på trods heraf tvunget til at gennemføre reformer under Martsrevolutionen i 1848. Få år senere tilbagekaldte han dog de liberale reformer og førte derefter en stærkt konservativ og reaktionær politik. Under Treårskrigen mod Danmark ledte han i 1849 en brigade tyske tropper.
Han støttede Østrig i den preussisk-østrigske krig i 1866. Efter Østrigs nederlag blev Nassau annekteret af Kongeriget Preussen, og Adolf mistede dermed sin trone den 20. august 1866. Adolf var herefter kun titulær hertug af Nassau, men fik dog i 1867 8,5 millioner daler og nogle lystslotte som erstatning.

## I eksil
I de første år af sit eksil rejste hertug Adolf en del. Han boede især i Wien og i Frankfurt am Main. I 1870 købte han jagt- og sommerslottet Hohenburg ved Lenggries i Oberbayern.

## Storhertug af Luxembourg
I 1890 arvede Adolf storhertugdømmet Luxembourg. Frem till 1890 havde det været de nederlandske konger, der var storhertuger af Luxembourg. Men eftersom Luxembourg i modsætning til Nederlandene var omfattet af Saliske lov, var det ikke muligt for kvinder at arve tronen. Derfor blev det Adolf, der som nærmeste mandlige arveberettigede blev storhertug, da kong Vilhelm 3. af Nederlandene døde uden mandlige arvinger den 23. november 1890.
Eftersom han ved sin trobestigelse allerede var 73 år gammel og kun vidste lidt om Luxembourgs forhold, overlod han det daglige regeringsarbejde til Luxembourgs premierminister siden 1888, Paul Eyschen. Dette skabte fremover præcedens for, at storhertugen holdt sig på afstand af det daglige politiske arbejde.
Storhertug Adolf døde den 17. november 1905 på Schloss Hohenburg ved Lenggries i Oberbayern. Han blev efterfulgt som storhertug af sin eneste overlevende søn, Vilhelm. Siden 1953 har han været begravet i slotskirken på Weilburg Slot.

## Ægteskaber og børn
Hertug Adolf af Nassau giftede sig to gange. Det var kun to af hans fem levendefødte børn, der nåede at blive voksne. Til gengæld blev den voksne søn storhertug af Luxembourg, og den voksne datter blev storhertuginde af Baden.

### Første ægteskab
Hertug Adolf giftede sig første gang den 31. januar 1844 i Sankt Petersborg med storfyrstinde Elisabeth Mikhailovna af Rusland. Hun var datter af en yngre bror til kejserne Alexander 1. af Rusland og Nikolaj 1. af Rusland. I 1845 døde hun som 18-årig i barselsseng. Parrets eneste barn var en dødfødt datter. Som et minde for hertuginde Elisabeth opførte hertug Adolf en russisk-ortodoks kirke.

### Andet ægteskab
Hertug Adolf giftede sig anden gang den 23. april 1851 i Dessau med prinsesse (senere hertuginde af Nassau og storhertuginde af Luxembourg) Adelheid Marie af Anhalt-Dessau. Hun var datter af prins Frederik August af Anhalt-Dessau. Der blev født fem børn i dette ægteskab.
- Vilhelm (1852-1912), storhertug af Luxembourg 1905-1912.

gift 1893 med Maria Anna af Portugal (1861-1942)
- Friedrich Paul Wilhelm af Nassau (23. september 1854 – 23. oktober 1855).
- Marie Bathildis af Nassau (14. november 1857 – 28, december 1857).
- Franz Joseph Wilhelm af Nassau (30. januar 1859 – 2. april 1875).
- Hilda (1864-1952)

gift 1885 med arveprins Frederik af Baden. I 1907 blev han landets sidste storhertug. Frederik 2. af Baden abdicerede den 22. november 1918.

## Oscar Bernadotte, greve af Wisborg
I 1892 tildelte hertug Adolf sin søstersøn Oscar Bernadotte den arvelige titel greve af Wisborg (egentligt comte de Wisborg). Den svenske regering tillod Oscar Bernadotte at modtage titlen som en personlig titel, men regeringen anerkendte ikke titlen.
Oscar Bernadotte havde i 1888 giftet sig uden tilladelse fra sin far (kong Oscar 2. af Sverige og Norge). Ved sit ægteskab mistede Oscar Bernadotte titlen hertug af Gotland. Visborg Slot er en ruin af en fæstning ved Visby på Gotland.
Titlen comte de Wisborg er anerkendt i Luxembourg. Derimod er titlen som greve af Wisborg aldrig blevet anerkendt af det officielle Sverige. Den svenske statskalender omtalte titlens første bærer som OSCAR Carl August Prins Bernadotte.
Efter sit giftermål i 1888 var Oscar ikke længere titulær arvefyrste (dvs. prins) af Sverige og Norge. Titlen som greve af Wisborg kom aldrig i statskalenderen. Oscar Bernadottes efterkommere tilhører den ikke-introducerede adel (dvs. den ikke anerkendte udenlandske adel, der er bosat i Sverige).

## Titler, prædikater og æresbevisninger

### Fuld officiel titel

#### Som Hertug af Nassau
Af Guds Nåde Hertug til Nassau, Pfalzgreve ved Rhinen, Greve til Sayn, Königstein, Katzenelnbogen og Dietz, Borggreve til Hammerstein, Herre til Mahlberg, Wiesbaden, Idstein, Merenberg, Limburg og Eppstein, etc etc.

#### Som Storhertug af Luxembourg
Af Guds Nåde Storhertug af Luxembourg, Hertug til Nassau, Pfalzgreve ved Rhinen, Greve til Sayn, Königstein, Katzenelnbogen og Dietz, Borggreve til Hammerstein, Herre til Mahlberg, Wiesbaden, Idstein, Merenberg, Limburg og Eppstein, etc etc.

### Titler og prædikater fra fødsel til død
- 1817 – 1839: Hans Højhed Arveprinsen af Nassau (alternativt: prins Adolf af Nassau-Weilburg)
- 1839 – 1866: Hans Højhed Hertugen af Nassau
- 1866 – 1890: Hans Højhed Adolf, hertug af Nassau
- 1890 – 1905: Hans Kongelige Højhed Storhertugen af Luxembourg, hertug af Nassau

### Æresbevisninger

#### Dekorationer
- Baden: Ridder af Troskabens Husorden  (1839)[3]
- Baden: Storkors af Zähringerløvens Orden  (1839)[3]
- Kongeriget Bayern: Ridder af Sankt Hubertusordenen  (1839)[4]
- Danmark: Ridder af Elefantordenen (R.E.)  (1840)[5]
- Norge: Storkors af Sankt Olavs Orden (No.St.O.1.)  (1858)[6]
- Det Russiske Kejserrige: Ridder af Andreasordenen,  (1839)
- Sachsen-Coburg og Gotha  Sachsen-Altenburg  Sachsen-Meiningen: Storkors af den Saksisk-ernestinske husorden  (1839)[7]
- Sverige: Ridder af Serafimerordenen  (1856)[8]